# Llista d'objectes NGC (3000-3999)
Aquesta és una llista d'objectes 1000-1999 del New General Catalogue (NGC). El catàleg astronòmic comprèn principalment cúmuls estel·lars, nebuloses, i galàxies. Altres objectes del catàleg es poden trobar en les subpàgines de la llista d'objectes NGC.
La informació sobre les constel·lacions d'aquestes taules és presa de The Complete New General Catalogue and Index Catalogue of Nebulosae and Estrella Clusters by J. L. E. Dreyer, al que s'ha accedit fent servir el VizieR Service. Els tipus de galàxies s'han identificat fent servir la NASA/IPAC Extragalactic Database. La resta de dades d'aquestes taules són de SIMBAD Astronomical Database llevat que s'indiqui el contrari.

## 3000-3099
| Número del NGC | Altres noms | Tipus d'objecte    | Constel·lació | Ascensió recta (J2000) | Declinació (J2000) | Magnitud aparent |
| -------------- | ----------- | ------------------ | ------------- | ---------------------- | ------------------ | ---------------- |
| 3000           |             | Estrella doble     | Ursa Major    | 09h 49m                | +44° 08′           |                  |
| 3030           |             | Galàxia            | Hydra         | 09h 50m 10.5s          | −12° 13′ 35″       | 15               |
| 3031           | Messier 81  | Galàxia espiral    | Ursa Major    | 09h 55m 33.2s          | +69° 03′ 55″       | 8.1              |
| 3032           |             | Galàxia lenticular | Leo           | 09h 52m 08.2s          | +29° 14′ 12″       | 13.0             |
| 3033           |             | Cúmul obert        | Vela          | 09h 48m 30s            | −56° 26′           | 9.2              |
| 3034           | Messier 82  | Galàxia irregular  | Ursa Major    | 09h 55m 52.2s          | +69° 40′ 49″       | 9.2              |
| 3035           |             | Galàxia espiral    | Sextans       | 09h 51m 54.0s          | −06° 49′ 15″       | 13.5             |
| 3049           |             | Galàxia espiral    | Leo           | 09h 54m 49.8s          | +09° 16′ 17″       | 13.5             |
| 3054           |             | Galàxia espiral    | Hydra         | 09h 54m 28.9s          | −25° 42′ 07″       | 12.2             |
| 3077           |             | Galàxia irregular  | Ursa Major    | 10h 03m 20.0s          | +68° 44′ 02″       | 10.9             |
| 3079           |             | Galàxia espiral    | Ursa Major    | 10h 01m 58.5s          | +55° 40′ 50″       | 11.2             |

## 3100-3199
| Número del NGC | Altres noms                 | Tipus d'objecte     | Constel·lació             | Ascensió recta (J2000) | Declinació (J2000) | Magnitud aparent |
| -------------- | --------------------------- | ------------------- | ------------------------- | ---------------------- | ------------------ | ---------------- |
| 3109           |                             | Galàxia irregular   | Hydra                     | 10h 03m 06.7s          | −26° 09′ 32″       | 12               |
| 3110           |                             | Galàxia espiral     | Leo                       | 10h 04m 01.9s          | −06° 28′ 29″       | 13.5             |
| 3115           | Galàxia de l'Eix            | Galàxia lenticular  | Sextans                   | 10h 05m 13.8s          | −07° 43′ 08″       | 11               |
| 3122           | (Duplicat de NGC 3110)      | Galàxia espiral     | Leo                       | 10h 04m 01.9s          | −06° 28′ 29″       | 13.5             |
| 3132           | Nebulosa de l'Anell del Sud | Nebulosa planetària | Vela                      | 10h 07m 01.8s          | −40° 26′ 11″       | 10.1             |
| 3169           |                             | Galàxia espiral     | Sextans                   | 10h 14m 14.7s          | +03° 28′ 01″       | 10.3             |
| 3180           | (Ubicada a NGC 3184)        | Nebulosa difusa     | Ursa Major                | 10h 18m 17.0s          | +41° 25′ 26″       | 10.4             |
| 3181           | (Ubicada a NGC 3184)        | Nebulosa difusa     | Ursa Major                | 10h 18m 11.5s          | +41° 24′ 46″       |                  |
| 3182           |                             | Galàxia espiral     | Ursa Major                | 10h 19m 33.3s          | +58° 12′ 20″       | 13.0             |
| 3183           |                             | Galàxia espiral     | Draco                     | 10h 21m 48.9s          | +74° 10′ 40″       | 12.5             |
| 3184           |                             | Galàxia espiral     | Ursa Major                | 10h 18m 17.0s          | +41° 25′ 26″       | 10.4             |
| 3185           |                             | Galàxia espiral     | Leo                       | 10h 17m 38.7s          | +21° 41′ 17″       | 12.9             |
| 3186           |                             | Galàxia             | Leo                       | 10h 17m 38.0s          | +06° 58′ 16″       | 15.0             |
| 3187           |                             | Galàxia espiral     | Leo                       | 10h 17m 47.9s          | +21° 52′ 24″       | 13.8             |
| 3188           |                             | Galàxia espiral     | Ursa Major                | 10h 19m 42.8s          | +57° 25′ 25″       | 14.7             |
| 3189           | (Duplicat de NGC 3190)      | Galàxia espiral     | Leo                       | 10h 18m 05.6s          | +21° 49′ 52″       | 11.9             |
| 3190           |                             | Galàxia espiral     | Leo                       | 10h 18m 05.6s          | +21° 49′ 52″       | 11.9             |
| 3191           |                             | Galàxia espiral     | Ursa Major                | 10h 19m 05.2s          | +46° 27′ 17″       | 13.9             |
| 3192           | (Duplicat de NGC 3191)      | Galàxia espiral     | Ursa Major                | 10h 18m 58.4s          | +46° 27′ 16″       | 16.1             |
| 3193           |                             | Galàxia el·líptica  | Leo                       | 10h 18m 25.0s          | +21° 53′ 37″       | 12.4             |
| 3194           |                             | Galàxia espiral     | Draco                     | 10h 17m 40.2s          | +74° 20′ 50″       | 13.9             |
| 3195           |                             | Nebulosa planetària | Constel·lació del Camaleó | 10h 09m 20.9s          | −80° 51′ 31″       |                  |
| 3196           |                             | Galàxia             | Leo                       | 10h 18m 49.0s          | +27° 40′ 08″       | 15.7             |
| 3197           |                             | Galàxia espiral     | Draco                     | 10h 14m 28.2s          | +77° 49′ 12″       | 14.5             |
| 3198           |                             | Galàxia espiral     | Ursa Major                | 10h 19m 54.8s          | +45° 33′ 01″       | 10.7             |
| 3199           |                             | Nebulosa difusa     | Carina                    | 10h 16m 32.8s          | −57° 56′ 02″       |                  |

## 3200-3299
| Número del NGC | Altres noms                                   | Tipus d'objecte     | Constel·lació | Ascensió recta (J2000) | Declinació (J2000) | Magnitud aparent |
| -------------- | --------------------------------------------- | ------------------- | ------------- | ---------------------- | ------------------ | ---------------- |
| 3200           |                                               | Galàxia espiral     | Hydra         | 10h 18m 36.4s          | −17° 58′ 57″       | 12.3             |
| 3201           |                                               | Cúmul globular      | Vela          | 10h 17m 36.8s          | −46° 24′ 40″       | 9.2              |
| 3218           | (Duplicat de NGC 3183)                        | Galàxia espiral     | Draco         | 10h 21m 48.9s          | +74° 10′ 40″       | 12.5             |
| 3226           |                                               | Galàxia el·líptica  | Leo           | 10h 23m 27.1s          | +19° 53′ 55″       | 13.3             |
| 3227           |                                               | Galàxia espiral     | Leo           | 10h 23m 30.6s          | +19° 51′ 54″       | 13.5             |
| 3242           | Nebulosa de l'Ull de Gat; Fantasma de Júpiter | Nebulosa planetària | Hydra         | 10h 24m 46.1s          | −18° 38′ 33″       | 10.3             |
| 3245           |                                               | Galàxia lenticular  | Leo Minor     | 10h 27m 18.5s          | +28° 30′ 25″       | 11.6             |
| 3265           |                                               | Galàxia el·líptica  | Leo Minor     | 10h 31m 06.8s          | +28° 47′ 47″       | 14.1             |
| 3293           |                                               | Cúmul obert         | Carina        | 10h 35m 48.8s          | −58° 13′ 00″       | 4.8              |

## 3300-3399
| Número del NGC | Altres noms            | Tipus d'objecte                                     | Constel·lació | Ascensió recta (J2000) | Declinació (J2000) | Magnitud aparent |
| -------------- | ---------------------- | --------------------------------------------------- | ------------- | ---------------------- | ------------------ | ---------------- |
| 3310           |                        | Galàxia espiral                                     | Ursa Major    | 10h 38m 45.9s          | +53° 30′ 12″       | 11.0             |
| 3311           |                        | Galàxia el·líptica                                  | Hydra         | 10h 36m 43.3s          | −27° 31′ 41″       | 13               |
| 3312           |                        | Galàxia espiral                                     | Hydra         | 10h 37m 02.3s          | −27° 33′ 54″       | 12.7             |
| 3314           |                        | Galàxia espiral occulted by another Galàxia espiral | Hydra         | 10h 37m 12.8s          | −27° 41′ 04″       | 13.1             |
| 3344           |                        | Galàxia espiral                                     | Leo Minor     | 10h 43m 31.1s          | +24° 55′ 20″       | 10.5             |
| 3351           | Messier 95             | Galàxia espiral                                     | Leo           | 10h 43m 57.7s          | +11° 42′ 13″       | 11.2             |
| 3359           |                        | Galàxia espiral                                     | Ursa Major    | 10h 46m 36.6s          | +63° 13′ 25″       | 11.0             |
| 3368           | Messier 96             | Galàxia espiral                                     | Leo           | 10h 46m 45.8s          | +11° 49′ 10″       | 10.0             |
| 3369           |                        | Galàxia lenticular                                  | Hydra         | 10h 46m 44.9s          | −25° 14′ 34″       | 14.6             |
| 3370           |                        | Galàxia espiral                                     | Leo           | 10h 47m 04.2s          | +17° 16′ 23″       | 12.4             |
| 3371           | (Duplicat de NGC 3384) | Galàxia lenticular                                  | Leo           | 10h 48m 16.9s          | +12° 37′ 43″       | 10.0             |
| 3372           | Nebulosa d'Eta Carina  | Nebulosa difusa                                     | Carina        | 10h 44m 19.0s          | −59° 53′ 21″       |                  |
| 3379           | Messier 105            | Galàxia el·líptica                                  | Leo           | 10h 47m 49.8s          | +12° 34′ 55″       | 9.6              |
| 3384           |                        | Galàxia lenticular                                  | Leo           | 10h 48m 16.9s          | +12° 37′ 43″       | 10.0             |

## 3400-3499
| Número del NGC | Altres noms | Tipus d'objecte | Constel·lació | Ascensió recta (J2000) | Declinació (J2000) | Magnitud aparent |
| -------------- | ----------- | --------------- | ------------- | ---------------------- | ------------------ | ---------------- |
| 3486           |             | Galàxia espiral | Leo Minor     | 11h 00m 24.1s          | +28° 58′ 32″       | 11.2             |

## 3500-3599
| Número del NGC | Altres noms                      | Tipus d'objecte     | Constel·lació | Ascensió recta (J2000) | Declinació (J2000) | Magnitud aparent |
| -------------- | -------------------------------- | ------------------- | ------------- | ---------------------- | ------------------ | ---------------- |
| 3518           | (entrada duplicada per NGC 3110) | Galàxia espiral     | Leo           | 10h 04m 01.9s          | −06° 28′ 29″       | 13.5             |
| 3521           |                                  | Galàxia espiral     | Leo           | 11h 05m 48.9s          | −00° 02′ 06″       | 10.1             |
| 3532           |                                  | Cúmul obert         | Carina        | 11h 05m 33s            | −58° 44′           | 3.3              |
| 3556           | Messier 108                      | Galàxia espiral     | Ursa Major    | 11h 11m 31.3s          | +55° 40′ 31″       | 10.7             |
| 3576           |                                  | Nebulosa difusa     | Carina        | 11h 11m 49.8s          | −61° 18′ 14″       |                  |
| 3587           | Messier 97; Nebulosa del Mussol  | Nebulosa planetària | Ursa Major    | 11h 14m 47.7s          | +55° 01′ 09″       |                  |
| 3593           |                                  | Galàxia espiral     | Leo           | 11h 14m 37.1s          | +12° 49′ 03″       | 11.8             |
| 3596           |                                  | Galàxia espiral     | Leo           | 11h 15m 06.3s          | +14° 47′ 12″       | 11.7             |

## 3600-3699
| Número del NGC | Altres noms | Tipus d'objecte      | Constel·lació | Ascensió recta (J2000) | Declinació (J2000) | Magnitud aparent |
| -------------- | ----------- | -------------------- | ------------- | ---------------------- | ------------------ | ---------------- |
| 3603           |             | Nebulosa difusa      | Carina        | 11h 15m 09.1s          | −61° 16′ 17″       | 10.1             |
| 3621           |             | Galàxia espiral      | Hydra         | 11h 18m 16.8s          | −32° 48′ 49″       | 10.0             |
| 3623           | Messier 65  | Galàxia espiral      | Leo           | 11h 18m 55.8s          | +13° 05′ 32″       | 9.6              |
| 3627           | Messier 66  | Galàxia espiral      | Leo           | 11h 20m 15.1s          | +12° 59′ 22″       | 8.9              |
| 3628           |             | Galàxia espiral      | Leo           | 11h 20m 16.9s          | +13° 35′ 14″       | 11.5             |
| 3629           |             | Galàxia espiral      | Leo           | 11h 20m 31.9s          | +26° 57′ 47″       | 12.9             |
| 3690           |             | Interacting galaxies | Ursa Major    | 11h 28m 33.1s          | +58° 33′ 54″       | 11.8             |

## 3700-3799
| Número del NGC | Altres noms | Tipus d'objecte    | Constel·lació | Ascensió recta (J2000) | Declinació (J2000) | Magnitud aparent |
| -------------- | ----------- | ------------------ | ------------- | ---------------------- | ------------------ | ---------------- |
| 3766           |             | Cúmul obert        | Centaurus     | 11h 36m 13.3s          | −61° 36′ 55″       | 5.7              |
| 3773           |             | Galàxia lenticular | Leo           | 11h 38m 13.1s          | +12° 06′ 43″       | 13.1             |

## 3800-3899
| Número del NGC | Altres noms | Tipus d'objecte | Constel·lació | Ascensió recta (J2000) | Declinació (J2000) | Magnitud aparent |
| -------------- | ----------- | --------------- | ------------- | ---------------------- | ------------------ | ---------------- |
| 3808A          |             |                 |               | 11h 40m 44.2s          | +22° 25′ 46″       | 14.1             |
| 3808B          |             |                 |               | 11h 40m 44.5s          | +22° 26′ 48″       | 15               |
| 3877           |             | Galàxia espiral | Ursa Major    | 11h 46m 07.8s          | +47° 29′ 41″       | 11.8             |

## 3900-3999
| Número del NGC | Altres noms | Tipus d'objecte     | Constel·lació | Ascensió recta (J2000) | Declinació (J2000) | Magnitud aparent |
| -------------- | ----------- | ------------------- | ------------- | ---------------------- | ------------------ | ---------------- |
| 3918           |             | Nebulosa planetària | Centaurus     | 11h 50m 17.7s          | −57° 10′ 57″       | 10.0             |
| 3938           |             | Galàxia espiral     | Ursa Major    | 11h 52m 49.5s          | +44° 07′ 13″       | 11.0             |
| 3949           |             | Galàxia espiral     | Ursa Major    | 11h 53m 41.9s          | +47° 51′ 29″       | 10.9             |
| 3953           |             | Galàxia espiral     | Ursa Major    | 11h 53m 49.1s          | +52° 19′ 37″       | 10.8             |
| 3982           |             | Galàxia espiral     | Ursa Major    | 11h 56m 28.3s          | +55° 07′ 29″       | 11.6             |
| 3992           | Messier 109 | Galàxia espiral     | Ursa Major    | 11h 57m 35.9s          | +53° 22′ 35″       | 10.7             |
| 3999           |             | Galàxia lenticular  | Leo           | 11h 57m 56.5s          | +25° 04′ 05″       | 15.7             |